# 天秀欖球場
22°27′54″N 114°00′05″E / 22.4650982°N 114.0014534°E
天秀欖球場（英語：Tin Sau Rugby Pitch）位於香港新界天水圍108A區，為香港欖球總會屬下兩個場地之一，另一場地是香港欖球總會京士柏運動場。

## 簡介
香港欖球總會在2009年至10年度獲政府基金贊助300萬港元，並由民政事務總署支持、地政總署批出短期租約，負責管豁、建設及營運體育設施，到2012年落成。現為香港欖球總會作訓練和比賽的場地，亦可作為足球訓練場地用途。

## 民間建議改為街市
2018年9月，民間組織天水圍民生關注平台曾經向城規會將該處土地申請改劃為社區大樓，設街市、熟食中心和停車場。社區幹事巫啟航觀察現時大部分的使用者以中產階層的球會為主，並非區內街坊。不過香港欖球總會認為體育運動於天水圍的角色非常重要，強調運動場地也有開放予任何人士和團體預約。

## 租戶
- 天水圍飛鷹欖球會

## 外部連結
- 香港欖球總會 場地（页面存档备份，存于）